# Campionati del mondo di duathlon del 1999
I Campionati del mondo di duathlon del 1999 si sono tenuti a Huntersville, Stati Uniti d'America, in data 17 ottobre 1999.
Tra gli uomini ha vinto per il secondo anno consecutivo il francese Yann Millon. La gara femminile è andata all'australiana Jackie Gallagher, che va aggiungere il titolo iridato a quello già vinto nel 1996.

## Risultati

### Élite uomini
| Pos. | Nome            | Paese   | Totale   |
| ---- | --------------- | ------- | -------- |
|      | Yann Millon     | Francia | 01:44:58 |
|      | Jurgen Dereere  | Belgio  | 01:45:23 |
|      | Raul Llamazares | Spagna  | 01:45:29 |

### Élite donne
| Pos. | Nome             | Paese       | Totale   |
| ---- | ---------------- | ----------- | -------- |
|      | Jackie Gallagher | Australia   | 01:56:18 |
|      | Emma Carney      | Australia   | 01:56:52 |
|      | Fiona Lothian    | Regno Unito | 01:58:14 |